# جوني غونثر
جوني غونثر (بالإنجليزية: Johnny Guenther)‏ هو لاعب البولنغ ‏ أمريكي، ولد في 13 يناير 1936، وتوفي في 27 يونيو 2018.